# Matti da slegare
Matti da slegare és una pel·lícula documental italiana del 1975 dirigida per Marco Bellocchio, Silvano Agosti, Sandro Petraglia i Stefano Rulli.
La pel·lícula neix amb la intenció de donar suport a la tesi del psiquiatre Franco Basaglia sobre la malaltia mental i de contribuir al compromís polític i social per a l'eliminació dels asils. Va ser filmada dins de l'hospital psiquiàtric Colorno i va ser finançada per la família Salvarani i per l'Administració de la Província de Parma.

## Argument
El contingut està representat per les històries dels pacients, les seves històries, en particular les de Paolo, Angelo, Marco, i les seves experiències laborals fora de l'estructura. La seqüència final és una dansa escenificada a l'Institut.

## Producció
Inicialment, el documental es va rodar en 16 mm i estava destinat a hospitals psiquiàtrics, escoles, cineclubs, cercles polítics i culturals.
El títol original era Nessuno o tutti (una cita de Bertolt Brecht), va durar 3 hores i constava de dues parts: Tre storie i Matti da slegare, de 100 minuts cadascuna.
Se'n va obtenir una edició en 35 mm, de dues hores i quart, amb el títol de la segona part.

## Tècnica cinematogràfica
La pel·lícula està inspirada en el model cinema verita.
Els mateixos protagonistes expliquen les seves històries davant la càmera. Els autors estan presents com a "... mediadors no invasius encara que hi participis".

## Agraïments
- 1975 Berlinale – Fòrum: Premi FIPRESCI, Premi OCIC (presentat en la versió llarga “Res o tot”)
- 1975 Mostra de Venècia
- 1975 Nyon FF